# Церковь Спаса Нерукотворного образа (Ивашково)
Церковь Спаса Нерукотворного образа — приходской храм Одинцовской епархии Русской православной церкви в селе Ивашково Шаховского городского округа, Московской области построенный в 1873 году. Здание храма является объектом культурного наследия и находится под охраной государства. В настоящее время храм действует, ведутся богослужения.

## История строительства храма

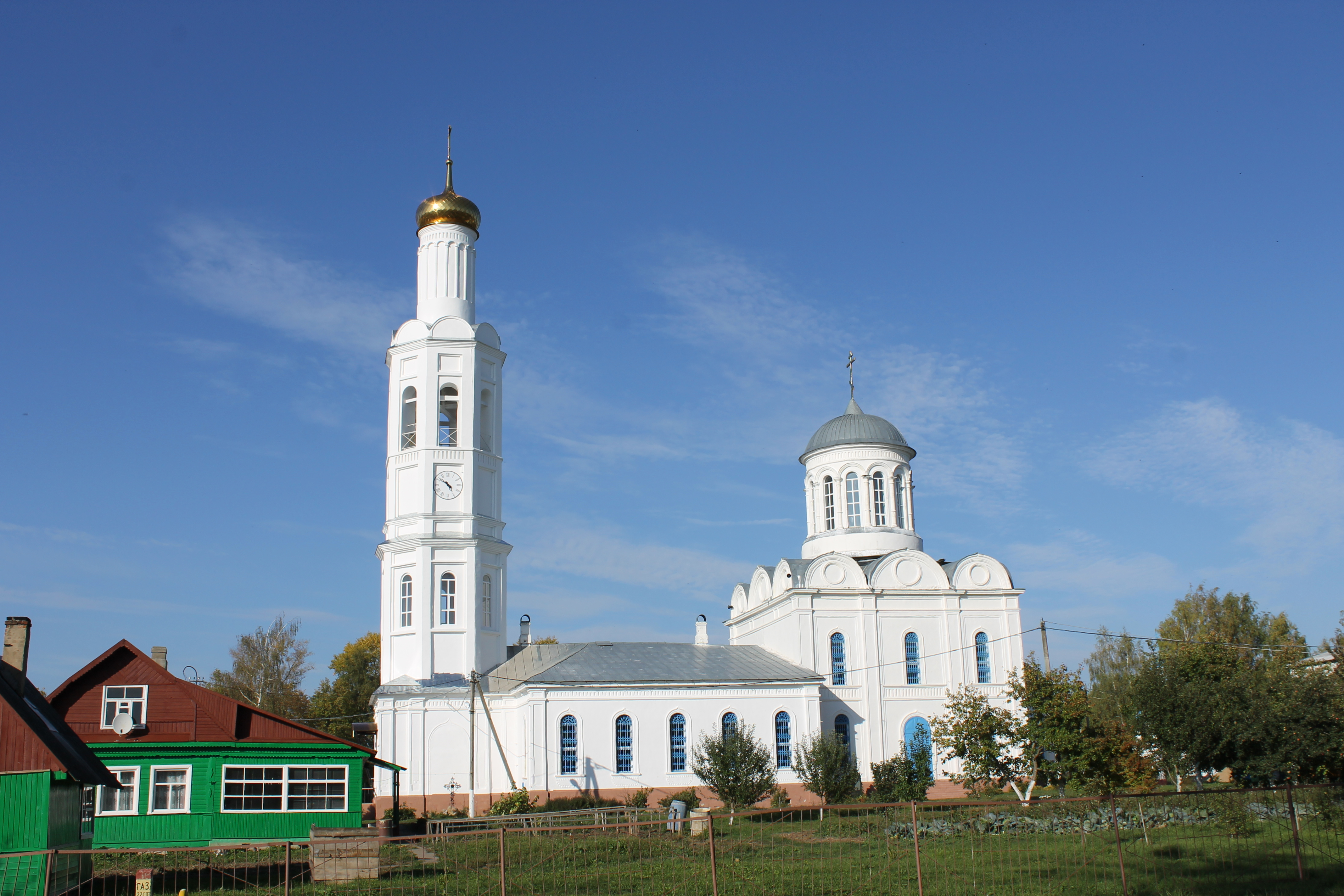
Общий вид здания

В селе Ивашково, ныне Шаховского городского округа Московской области располагалась церковь Успения Пресвятой Богородицы которую возвели в 1626 году без пения. В 1694 году была освящена церковь во имя Спаса Нерукотворного с приделом в честь Успения Пресвятой Богородицы. В 1794 году генерал–аншефша В.П. Глебова завершила возведение нового деревянного храма, который простоял в населённом пункте 75 лет, а в 1869 году был перевезён в с. Николо-Пустынь Тверской губернии.
Современное строение каменного храма было возведено на средства купца Алексея Федоровича Шлёнова на основании типового проекта из альбома архитектора Константина Тона. Разместился храм рядом со старым деревянным, который позже и был перевезён в Тверскую губернию. Главный престол освящен во имя Спаса Нерукотворного Образа в 1873 году, а приделы - Богоявления Господня в 1861 году, Успения Пресвятой Богородицы в 1871 году.
В 1936 году церковь была временно закрыта. В период фашистской оккупации богослужения проводились, службы вёл монах Новоторжского Борисоглебского монастыря. С 1 ноября 1942 года в храме разместился эвакуационный госпиталь №1953.
С 1947 по 1961 годы в здание храма продолжались богослужения. Только в 1961 году согласно решению Исполкома Мособлсовета  №109 от 1 февраля церковь в селе Ивашково была закрыта. В 1962 году была демонтирована колокольня. В советское время летняя часть здания использовалась под склад, а в зимней - долгое время размещался сельский Дом культуры.

## Современное состояние
В мае 1991 года Спасский храм был передан Русской Православной Церкви. В августе 1991 года иерей Алексей Русин (с марта 2002 года — протоиерей, с ноября 2003 года — благочинный Лотошинско-Шаховского церковного округа, с мая 2004 года — благочинный Шаховского  церковного округа) начал здесь своё служение. 
Постепенно храм стал возрождаться. Купола и колокольня отсутствовали. Многие перегородки советского периода эксплуатации здания пришлось демонтировать. Были заменены все окна, двери, паперти со ступенями и кровля. В храме была сооружена новая система отопления и электроснабжения. В 2012 году началось восстановление колокольни высотой 52 метра. 8 августа 2013 года на колокольню был установлен купол с крестом. В ноябре 2013 года были установлены куранты с тремя циферблатами и церковные била, установлена система электронный звонарь.
Спасский храм является памятником архитектуры регионального значения на основании постановления Правительства Московской области «Об утверждении списка памятников истории и культуры» № 84/9 от 15.03.2002 года.